# Sebastes eos
Sebastes eos és una espècie de peix pertanyent a la família dels sebàstids i a l'ordre dels escorpeniformes.

## Etimologia
Sebastes prové del mot grec sebastes (august, venerable), mentre que eos és una paraula grega que vol dir alba.

## Descripció
Fa 56 cm de llargària màxima i 2,4 kg de pes. És rabassut, fort i espinós. Sota l'aigua, els adults són de color taronja (no rosa) o gairebé blancs i amb el dors sense taques distintives o vermiformes. L'àrea dorsal normalment presenta unes febles tonalitats marrons o verdes. Aleta dorsal de color blanc o rosa clar i amb cinc taques clares a la part posterior. Les parts toves de les aletes dorsal, caudal i anal tenen les vores blanques. Després d'ésser capturat, és de color rosa o taronja amb cinc taques blanques o rosades al dors. Els exemplars més petits presenten alguns dibuixos vermiformes de color verd al dors, els quals s'esvaeixen amb l'edat. 2a. espina anal més allargada que la 3a. El peritoneu pot ésser fosc o clar. La forma entre els ulls és còncava. Sota l'aigua, s'assembla a Sebastes rosenblatti i a Sebastes chlorostictus. Després de la captura, el primer es diferencia de S. eos pels seus 17 radis pectorals (18 en S. eos), les espines a la vora inferior de la coberta branquial i les 30 o més branquiespines (més allargades i suaus) del primer arc branquial en lloc de les 30 o menys que té S. eos. Per la seua part, S. chlorostictus té taques verdes sobre el dors. Les anàlisis de l'ADN i les semblances morfològiques indiquen que aquestes tres espècies es troben estretament relacionades. Així, per exemple, sembla que S. eos i S. chlorostictus van divergir fa 100.000 anys.

## Reproducció
És de fecundació interna i vivípar. L'alliberament de les larves té lloc al sud de Califòrnia, si més no, de l'abril al juny.

## Alimentació i depredadors
El seu nivell tròfic és de 3,11. És depredat per l'elefant marí septentrional (Mirounga angustirostris).

## Hàbitat i distribució geogràfica
És un peix marí, demersal (entre 76 i 366 m de fondària) i de clima subtropical, el qual viu al Pacífic oriental central: els fons rocallosos des d'Oregon i la badia de Monterey (Califòrnia, els Estats Units) fins a les costes centrals de Baixa Califòrnia (com ara, l'illa Guadalupe) a Mèxic, incloent-hi el corrent de Califòrnia.

## Observacions
És inofensiu per als humans, el seu índex de vulnerabilitat és d'alt a molt alt (67 de 100) i és moderadament important per a la pesca comercial del sud de Califòrnia. És capturat mitjançant la pesca d'arrossegament, hams i la pesca recreativa en aigües fondes.